# ノーンキャウ
ノーンキャウ（ラオ語:ຫນອງຂຽວ、英語:Nong Khiaw）は、ラオス北部ルアンパバーン県にある都市。

## 概説
メコン川の支流、プリスティン川の支流オウ川沿いで、ムアンゴイから南南西に20kmほどのところにある都市。僻地の街であるにもかかわらず欧米人バックパッカーが多い。

## アクセス
- ルアンパバーンからノーンキャウまで、バスで4時間